# پرچم کرس

پرچم کرس (سال‌های: ۱۷۵۵-۱۷۶۹، ۱۹۸۰-تاکنون)

پرچم کرس پیش از ۱۷۵۵

نشان رسمی کرس

پرچم کرس توسط ژنرال کشور، پاسکاله دی پائولی، بر اساس نسخه قدیمی آن طراحی شده‌است. در پرچم کرس، سر یک مور دیده می‌شود که دستمال‌سری بر روی پیشانی بسته. پیش از طراحی جدید، دستمال‌سر بر روی چشمان انسان مور قرار می‌گرفت اما پائولی آن‌را به نشانه آزادی مردم کرس، بر بالای پیشانی قرار داد.
این پرچم توسط حکومت ناکام جمهوری کرس ابداع و استفاده شد اما زمانی که جمهوری جنوا مجبور شد برای پرداخت وام‌ها و سرکوب سرکشی‌های درون جزیره، کرس را به فرانسه بفروشد، این نماد نیز ممنوع شد. تحت حکومت فرانسوی‌ها، بین سال‌های ۱۷۸۹–۱۷۶۹، میهن‌پرستان کرسی بار دیگر از پرچم استفاده کرده و دستمال‌سر را به نشانه نافرمانی بر روی چشمان مور قرار دادند.
نسخه‌ای جدید از پرچم که در آن چهار نماد مور دستمال بر سر بر چهارگوشه پرچم دیده می‌شد، و در آن بازهم پارچه بر روی پیشانی‌اش قرار می‌گرفت در زمان پادشاهی آنگلو-کرسی، بین سال‌های ۱۷۹۶-۱۷۹۴، استفاده شد. پس از این زمان تا سال ۱۹۸۰ از این پرچم استفاده نشد تا این‌که در این سال، به عنوان نشان رسمی جزیره برگزیده شد.
این نماد همچنین با صلیب کلن بورثویک تلفیق شده‌است.

## نوشتارهای مرتبط
- پرچم ساردنی
- مور